# Публий Алфен Вар
Публий Алфен Вар (на латински: Publius Alfenus Varus) e юрист и политик на късната Римска република през 1 век пр.н.е. Произлиза от фамилията Алфении. Автор е на 40 книги Digesta,
През 39 пр.н.е. е избран за суфектконсул заедно с Луций Марций Цензорин. Другият избран суфектконсул тази година е Гай Кокцей Балб с Гай Калвизий Сабин. През 2 г. е отново консул. Колега му е Публий Виниций.